# 19208 Starrfield
19208 Starrfield este un asteroid din centura principală de asteroizi.

## Descriere
19208 Starrfield este un asteroid din centura principală de asteroizi. A fost descoperit pe 2 septembrie 1992 la Tautenburg de Lutz Dieter Schmadel și Freimut Börngen. Asteroidul prezintă o orbită caracterizată de o semiaxă mare de 2,41 ua, o excentricitate de 0,20 și o înclinație de 2,9° în raport cu ecliptica.